# روشکوو (استان اشوی‌داشکسیه)
روشکوو (به لهستانی: Ruszków) یک منطقهٔ مسکونی در لهستان است که در گمینا سادوویه واقع شده‌است. روشکوو ۲۵۰ نفر جمعیت دارد.